# Ladislav Alster
Ladislav Alster (* 2. Juni 1927; † 11. Januar 1991 in Prag) war ein tschechischer Schachspieler und Schachjournalist.

## Leben
Zwischen 1953 und 1965 nahm er elfmal an der ČSSR-Meisterschaft teil, 1956 wurde er Sieger.
Er spielte noch an mehreren internationalen Turnieren, etwa 1955 in Erfurt, 1957 beim Zonenturnier in Wageningen sowie in Marienbad 1959.
Alster veröffentlichte mehrere Schachbücher. Er leitete Schachrubriken in vielen Schachzeitschriften und Tageszeitungen.
Seine letzte Elo-Zahl betrug 2235, seine höchste Elo-Zahl von 2340 erreichte er im Januar 1986. Ab 1987 trug er den Titel eines FIDE-Meisters.

## Nationalmannschaft
1954 gewann er mit dem tschechoslowakischen Team die Schacholympiade der Studenten, an der 1956 ein zweites Mal teilnahm. Mit der tschechoslowakischen Mannschaft nahm er an der Schacholympiade 1956 in Moskau, sowie der Mannschaftseuropameisterschaft 1957 in Wien teil, bei der er den dritten Platz belegte.